# Sonata per viola (Hummel)
La sonata per viola in mi bemolle maggiore (op. 5 n. 3) di Johann Nepomuk Hummel è stata composta alla fine del XVIII secolo. Si tratta di una delle più raffinate tra le sonate per viola del classicismo. La sonata è stata pubblicata in proprio da Hummel nel 1798 a Vienna, con dedica alla principessa di Danimarca, come n. 3 dell'op. 5, insieme a due sonate per violino.

## Musica
La sonata, di influenza mozartiana, si apre con un Allegro moderato in forma-sonata, con un primo tema brillante e orecchiabile proposto dal pianoforte e ripreso subito dalla viola, da subito prominente, in contrasto con un secondo tema cantabile e uno sviluppo intenso e dialogico, con un ruolo significativo del pianoforte.
Come d'uso all'epoca, nel secondo movimento, simile ad una lenta marcia, la viola ha una parte cantabile ed espressiva e anche il pianoforte trova spazio e primeggia in alcune sezioni. La composizione si conclude con un brillante ed intenso rondò.

## Pubblicazione e fonti
Nello stesso anno della prima pubblicazione, curata dal compositore, la sonata è stata ripubblicata tramite Johann André, a Offenbach am Main; tale edizione contiene numerosi errori, tra i quali articolazioni e dinamiche mancanti e indicazioni mal collocate. La prima recensione della sonata, pubblicata su Allgemeine musikalische Zeitung, è abbastanza critica e giudica le tre sonate dell'op. 5 come non particolarmente significative. Nonostante ciò, l'opera ha goduto di grande popolarità e abbondarono le ristampe, anche non autorizzate, come testimonia lo stesso Hummel nella sua corrispondenza.
Nel 1815 la sonata è stata ristampata da Artaria a Vienna, impiegando le stesse lastre (e dunque riportando le stesse inesattezze) della precedente edizione. Seguì nel 1818 una edizione Peters a Lipsia, con il numero di op. 19 e una parte alternativa di violino, basata probabilmente anch'essa sull'edizione André del 1798. Altre edizioni, forse basate sulla Peters, sono quelle di T. Boosey & C. a Londra e Richault (1823 c.), Pleyel e Sieber a Parigi.